# Коломна-1
Коломна-1 (также Сосновый Бор, в/ч 17204) — посёлок, военный городок, приписанный к Коломенскому Городскому округу Московской области, населением 2,5 тыс. чел.
Расположен в южной, заокской части Зарудненского сельского поселения, в окружении массива Щуровско-Луховицкого бора, на расстоянии 1,3 км к юго-западу от деревни Негомож.

## История
Согласно материалам Генерального межевания, пересыхающая в настоящее время речка, на левом берегу которой возник военный городок Коломна-1, называлась Пиленка. По мнению Ю. В. Откупщикова, этот гидроним имеет балтское происхождение и родственен литовскому слову pỹlė — «утка». Источники XVI века упоминают расположенные на Пиленке деревни Кононова, Пилина, Худякова, а также Худяков починок. Однако уже на рубеже XVI—XVII веков все эти поселения превратились в пустоши. Вновь постоянное население появляется здесь лишь через 400 лет.
5 февраля 1979 года была подписана директива Главного штаба Войск ПВО о формировании 850-й группы строящегося объекта, которая в последующем получила наименование — войсковая часть 17204.
Осенью 1979 года был сформирован первый взвод военнослужащих срочной службы. Первый командир войсковой части (с 1979 по 1983 год) — подполковник Филиппов Виктор Николаевич.
В 1981 году начинается формирование остальных подразделений части выпускниками Житомирского высшего командного и Пушкинского высшего училищ радиоэлектроники ПВО.
К 1988 году строительство объекта было полностью завершено и по итогам государственных испытаний на основании Директивы Главного Штаба Войск ПВО от 19 июня 1988 года войсковая часть 17204 введена в состав объединения ПРН (ныне объединение РКО Космических войск).
24 марта 1990 года части было вручено Боевое Знамя.
25 марта 1991 года, на разводе боевых расчетов впервые прозвучал приказ о заступлении на боевое дежурство.
В соответствии с распоряжением Правительства Российской Федерации № 1470-р от 19 августа 2011 года военный городок Коломна-1 утратил статус закрытого.

## Жилая инфраструктура посёлка
В посёлке 11 жилых домов и 1 общежитие.

## Транспорт
Автобусный маршрут № 59 связывает посёлок Сосновый Бор с городом Коломна. 
Автобусный маршрут № 32 связывает военный городок с селом Городец и Коломной. 

## Стратегические объекты
- Запасный командный пункт системы предупреждения о ракетном нападении[13].

## Религия
- Церковь Александра Невского. Приписана к Троицкой церкви в Щурове[14]. Построена в 2008—2009 годах. Деревянный одноглавый храм с небольшой трапезной и шатровой звонницей[15].

## Образование
- Сосново-Борская средняя общеобразовательная школа[16].
- Сосново-Борская  детская школа искусств[17].
- Детский сад общеразвивающего вида № 29 «Лесная сказка».

## Медицина
- Поликлиника войсковой части 17204.